# Asterivora urbana
Asterivora urbana là một loài bướm đêm thuộc họ Choreutidae. Nó được tìm thấy ở New Zealand.
Sải cánh dài khoảng 9.5 mm. 